# مجلس الشريعة الإسلامية
مجلس الشريعة الإسلامية (بالإنجليزية: Islamic Sharia Council، وتعرف اختصارًا: ISC) هي منظمة بريطانية تقدم الأحكام والمشورة القانونية للمسلمين وفقًا لتفسيرها للشريعة الإسلامية على أساس المذاهب السنية الأربعة. وهي تتعامل بشكل أساسي مع قضايا الزواج والطلاق، وبدرجة أقل الأعمال التجارية والمالية. لجأ آلاف المسلمين إلى المجلس لحل القضايا العائلية والمالية. ذكرت مجلة الإيكونوميست أنها عرضت أحكامًا على «آلاف العائلات المضطربة منذ الثمانينيات»، ذكر المجلس أنه تعامل مع ما بين 200 و300 حالة شهريًا في المتوسط اعتبارًا من يناير 2012.
لا يملك المجلس سلطة قانونية في المملكة المتحدة، ولا يمكنه تنفيذ أي عقوبات، يظهر العديد من المسلمين طواعية لقبول الأحكام الصادرة عن مركز الدراسات الإسلامية.
يقول مجلس الشريعة الإسلامية إنه «مكرس لتوضيح المبادئ الإسلامية الأصولية بطريقة توفر منبرًا للإسلام ليكون علاجًا لجميع العلل الإنسانية». وفقًا لمجلة الإيكونوميست «أتى مؤسساها الرئيسيان من المذاهب النقية للإسلام وهما الديوبندية والسلفية». يقدم المجلس خدمة ومحكمة التحكيم الإسلامية، والتي تأسست في عام 2007 من قبل أتباع مدرسة باريلفي لإسلام جنوب آسيا، ويقال إنها «أقل صرامة من ديوباندي» واعتبارًا من عام 2010 عرضت تسوية المنازعات في ستة من المدن البريطانية.

## النقد والدفاع
قالت حميرة خان الشريك المؤسس لجمعية النساء، إن المجالس الشرعية تقدم خدمة أساسية للعديد من المسلمين الذين يرون الشريعة كمرجع مقدس، وإذا تم استخدامها طواعية، فقد ترفع في الواقع عبئًا عن الخدمات الممولة من الدولة. كما قال المحامي والحاخام أليكس غولدبرغ إن حظرهم سيكون «بنتائج عكسية»، لأنه «سيعزز المجالس السرية بدلاً من أولئك الذين يسعون إلى العمل ضمن الإطار القانوني الإنجليزي، ويدركون أنهم خاضعون للقانون الإنجليزي».
في تقرير صدر في أبريل 2013 سأل بانوراما مراسل بي بي سي عما إذا كان مجلس الشريعة الإسلامية «يخذل النساء والأمهات المستضعفات» من خلال مطالبة النساء الساعيات للطلاق بإعادة مهرهن. مسألة طلاق الخلع كثيرًا ما تدور حول الصداق: إذا كانت المرأة تطلب الطلاق فعليها رد الصداق إلى الرجل، وإلا فلا يتم الطلاق.
أشارت الكاتبة والمذيعة والأكاديمية ميريام فرانسوا - جيرا إلى «مشاكل خطيرة» مع المجالس، مستشهدة بقضية تم فيها توجيه امرأة مسلمة تسعى للحصول على المشورة إلى «رجل دين مثير للجدل» حثها على التخلي عن نزاع حضانتها معها. الزوج و«سلم الوصاية الكاملة على طفلها البالغ من العمر سبع سنوات» له على الرغم من حقيقة أن الزوج كان «مصابًا بانفصام الشخصية العنيف» وقد أساء إليها لسنوات.